# 成人漫画

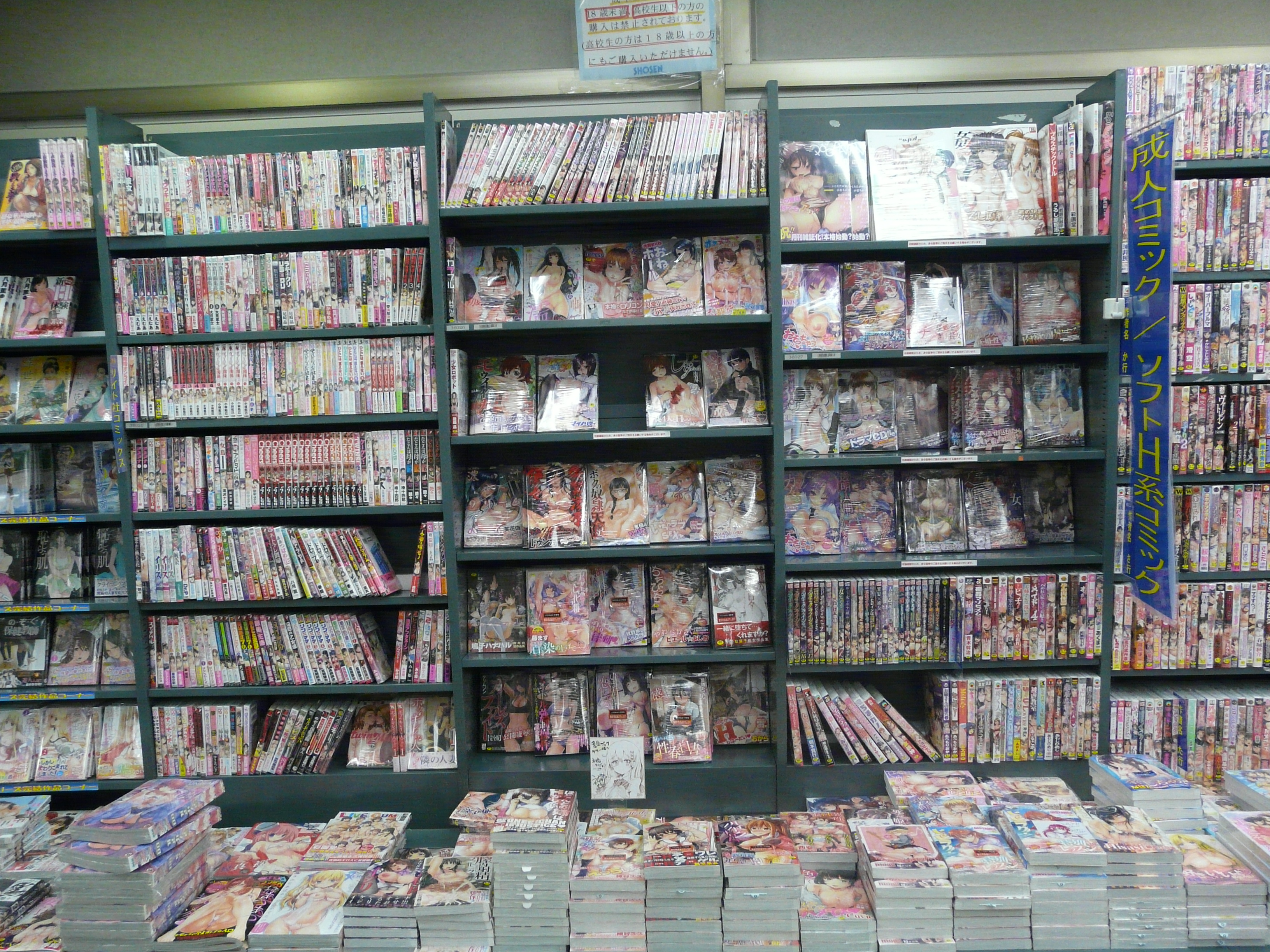
一家贩卖成人漫画的书店

成人漫画主要指含色情变态內容的漫画，在台灣又稱為A漫、H漫。以青年或成人為主要讀者的漫畫，但不以色情為主題的漫畫則另分為青年漫畫，不稱作成人漫畫；而成人漫畫中以女性為市場的漫畫，日本另分了女士漫畫這個子分類。在很多國家和地區，成人漫畫的封面上都有特定的标志标明，并且有透明塑膠膜密封。這類漫畫多在专门的商店或書店陳設專區销售，而且不得出售和轉讓给未成年人。
成人漫画除性行为画面外，其它内容都会出现在少年漫画與少女漫画中。視各國家及地區的法規標準，有些國家不列為成人漫畫的作品，在其他國家可能會被列為成人漫畫、甚至被禁止出版。

## 历史

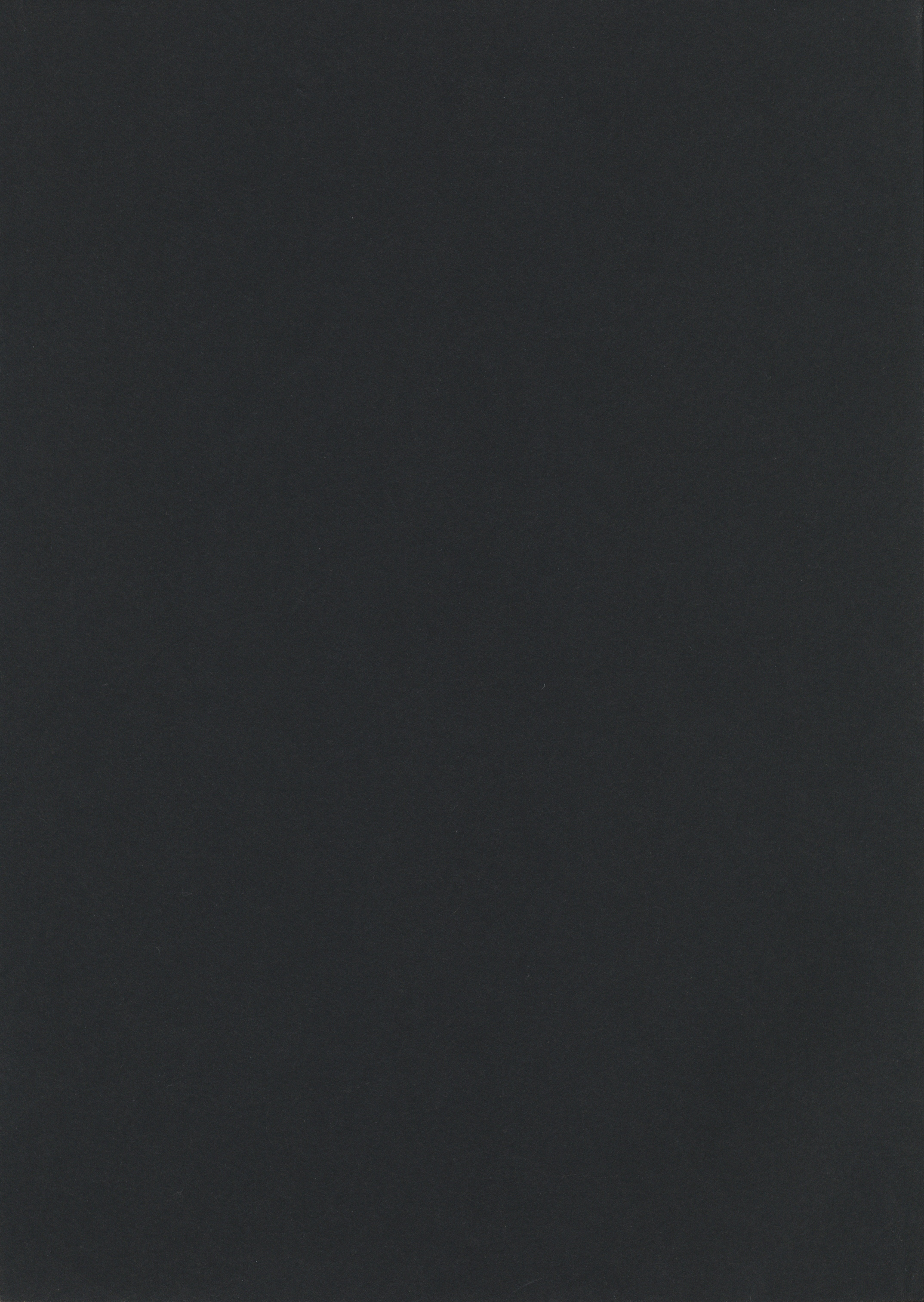
日本第一部面向男性的成人漫画，因其封面全黑而亦被称作“谜之黑本”

成人漫画的历史可追溯到19世纪的“政治漫画”。在20世纪30年代，有秘密制作的在廉价的白纸上黑色印刷的八页矩形的小册子在民间流行。作品粗制滥造且带有种族主义色彩（漫画中的黑人具有巨大的嘴唇和突出的眼睛）。故事露骨且以知名卡通人物、政治人物或电影明星（未经允许）为主角。20世纪30年代最受欢迎时这种小册子售出了数百万本，但第二次世界大战后它们的数量急剧下降。
1932年，为鼓舞士气，英国《每日镜报》连载了一系列涉及成人内容的漫画，温斯顿·丘吉尔将其称为英国的“秘密武器”。
20世纪50年代，埃里克·斯坦顿等漫画家出版了一系列涉及恋物癖和束缚的漫画。这些漫画在合法范围内控制了尺度，使他们避免了诉讼。
真正具有现代意义的成人漫画在20世纪70年代出现。日本三大成人漫画杂志《漫画大快乐》《连环画爱丽丝》《漫画色情杰尼》的陆续创刊掀起了色情漫画的热潮。1971年，《蔷薇族》等以同性恋为主的成人漫画杂志出现。1980年后女性向成人漫画开始出现。2000年代以后，以女装男娘等同性恋为主题的男性向成人漫画开始出现。

## 相关作品
如《卒業しました》，《花びら乙女》，《彼女がセパレート》等等。